# 大鬚絲鰭鱈
大鬚絲鰭鱈，為輻鰭魚綱鱈形目稚鱈科的其中一種，分布於西大西洋加拿大至巴哈馬海域，為深海底棲性魚類，深度50-1620公尺，體長可達33公分，棲息在底層水域，以甲殼類及頭足類等為食，生活習性不明。